# USS O'Brien (DD-415)
Lo USS O'Brien (hull classification symbol DD-415) fu un cacciatorpediniere della United States Navy, entrato in servizio nel marzo 1940 come  parte della classe Sims.
Dopo un breve servizio lungo la costa orientale degli Stati Uniti d'America, con l'entrata degli statunitensi nella seconda guerra mondiale il cacciatorpediniere si spostò nell'Oceano Pacifico per operare contro i giapponesi. Parte di un gruppo di scorta alle portaerei statunitensi impegnate nella zona di Guadalcanal, il 15 settembre 1942 l'O'Brien rimase vittima della stessa salva di siluri lanciata dal sommergibile giapponese I-19 che causò l'affondamento della portaerei USS Wasp: danneggiato all'apparenza in maniera non grave, il cacciatorpediniere si rifugiò inizialmente a Espiritu Santo per poi intraprendere il viaggio di ritorno verso gli Stati Uniti; l'esplosione aveva però causato gravi danni strutturali allo scafo, e il 19 ottobre la nave dovette essere abbandonata al largo di Tutuila nelle Samoa, affondando poco dopo.

## Storia

### Entrata in servizio
Impostata nei cantieri del Boston Navy Yard il 31 maggio 1938, la nave venne varata il 20 ottobre 1939 con il nome di O'Brien in onore di Jeremiah O'Brien, capitano della Massachusetts Naval Militia ed eroe della guerra d'indipendenza americana; madrina del varo fu Josephine O'Brien Campbell, una lontana pronipote di Jeremiah O'Brien. La nave entrò quindi in servizio il 2 marzo 1940.
Nei primi mesi di servizio operativo l'O'Brien operò lungo la East Coast, per poi sottoporsi a lavori di messa a punto alla fine del 1941. Dopo l'entrata in guerra degli Stati Uniti conseguente l'attacco di Pearl Harbor del 7 dicembre 1941, l'O'Brien lasciò Norfolk il 15 gennaio 1942 di scorta alla nave da battaglia USS Idaho in coppia con il cacciatorpediniere USS Mustin; dopo essere transitata per il canale di Panama, la formazione raggiunse San Francisco il 31 gennaio per prendere parte alle operazioni contro l'Impero giapponese nel teatro dell'Oceano Pacifico. L'O'Brien salpò da San Francisco il 4 febbraio seguente di scorta a un convoglio diretto nel Pacifico occidentale, ma dovette rientrare dopo pochi giorni a seguito dei danni subiti in una collisione accidentale con il cacciatorpediniere USS Case; dopo riparazioni eseguite presso il Mare Island Naval Shipyard di Vallejo, il cacciatorpediniere salpò il 20 febbraio per Pearl Harbor dove, una volta a destinazione, divenne la nave ammiraglia della 4ª Divisione cacciatorpediniere (4th Destroyer Division).
L'unità operò quindi nel teatro delle Hawaii, pattugliando le acque occidentali dell'arcipelago e partecipando all'evacuazione del personale civile dall'Atollo di Midway alla fine di marzo 1942; dopo lavori per incrementare l'armamento antiaereo della nave, l'O'Brien trasportò del personale della Marina all'atollo di Palmyra il 18 aprile per poi aggregarsi alla scorta di un convoglio diretto da San Diego alle Samoa, arrivando a Pago Pago il 28 aprile. Il cacciatorpediniere operò quindi in missioni di scorta nella zona delle Samoa, supportando anche il 26 maggio l'occupazione incontrastata da parte delle forze statunitensi dell'isola di Wallis; la nave rientrò a Pearl Harbor in giugno, continuando ancora a operare nella zona delle Hawaii come unità di scorta e di guardia da attacchi nemici.

### L'affondamento

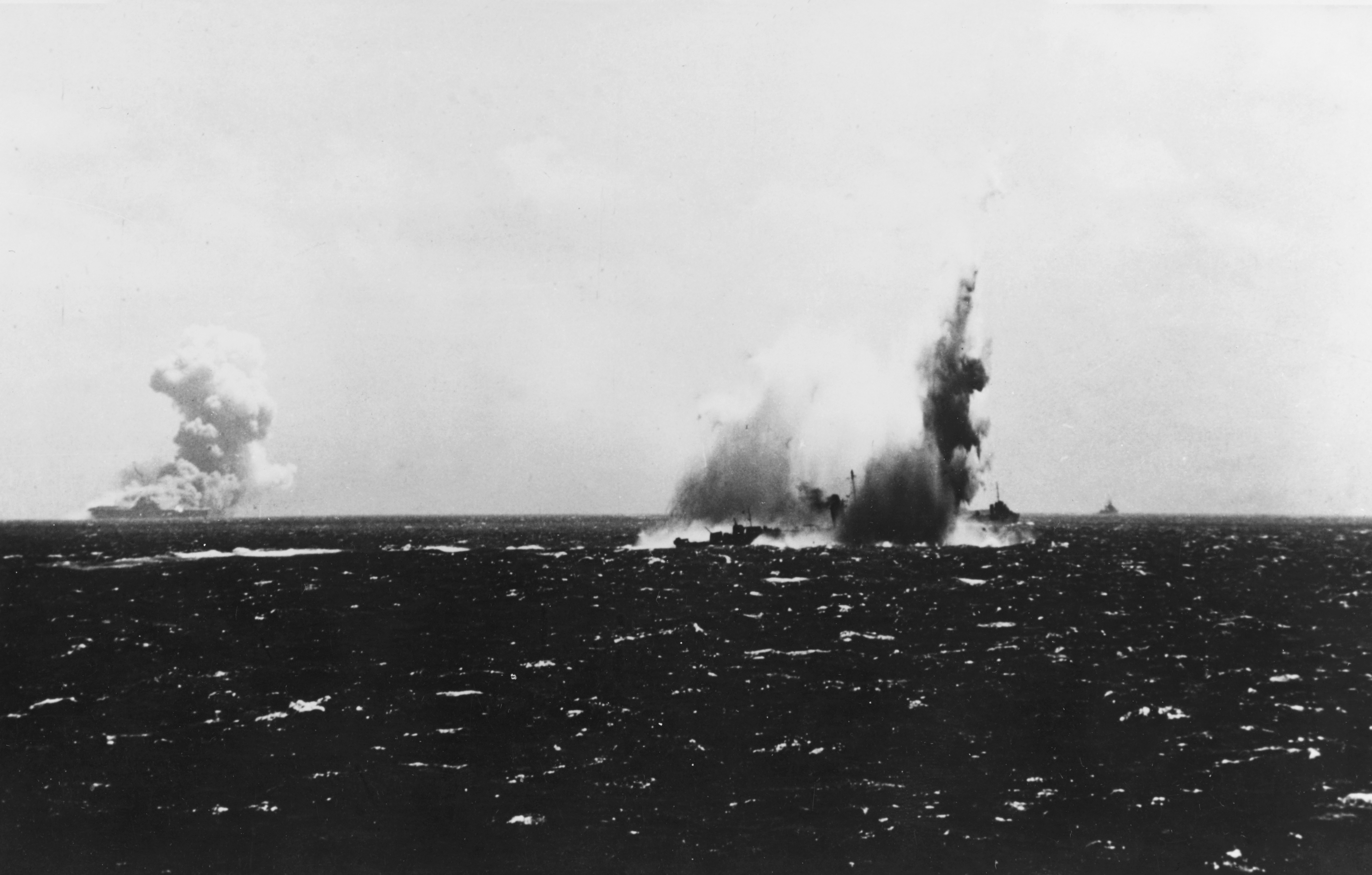
LO'Brien, al centro della foto, mentre viene colpito dal siluro giapponese il 15 settembre 1942; la colonna di fumo sulla sinistra è la portaerei Wasp, in preda agli incendi

Il 17 agosto 1942 l'O'Brien si unì alla Task Force 17 (TF 17) incentrata sulla portaerei USS Hornet, operativa nel Pacifico meridionale nell'ambito degli scontri della campagna di Guadalcanal insieme alla TF 18 incentrata sulla portaerei USS Wasp. Nel pomeriggio del 15 settembre, mentre forniva copertura a distanza a un convoglio di rifornimenti diretto a Guadalcanal, la formazione statunitense cadde in un agguato dei sommergibili giapponesi: una salva del sommergibile I-19 centrò in pieno la portaerei Wasp e la nave da battaglia USS North Carolina, causando l'affondamento della prima e il danneggiamento della seconda. L'O'Brien, parte dello schermo antisommergibili di copertura della Hornet, diresse sul luogo del siluramento della Wasp, ma circa due minuti dopo il siluramento della portaerei si vide arrivare un siluro dal lato di sinistra: mentre tutta l'attenzione delle vedette e del personale di comando era rivolta a schivare questo ordigno, un altro siluro sempre parte della salva dello I-19 centrò la prua del cacciatorpediniere sul lato di sinistra. L'esplosione del siluro causò danni circoscritti nel punto d'impatto, ma provocò severe sollecitazioni strutturali allo scafo della nave.
Procedendo con le sue stesse forze, l'O'Brien raggiunse la base di Espiritu Santo il 16 settembre dove fu sottoposto a lavori di riparazione provvisori da parte del personale della nave appoggio idrovolanti USS Curtiss; dopo essersi recato a Noumea il 21 settembre per altre riparazioni a opera della nave officina USS Argonne, il cacciatorpediniere salpò quindi il 10 ottobre per rientrare a San Francisco, facendo tappa a Suva nelle Figi il 13 ottobre. Salpata nuovamente il 16 ottobre, la nave iniziò ad accusare un progressivo aumento delle infiltrazioni d'acqua nello scafo al punto che, il 18 ottobre, dovette invertire la rotta e dirigere sul più vicino ancoraggio; si pensava che l'unità avesse buone probabilità di raggiungere intatta Pago Pago nelle Samoa, ma alle 06:00 del 19 ottobre il fondo dello scafo si aprì improvvisamente e in maniera notevole, al punto che la parte anteriore e quella posteriore della nave iniziarono a muoversi in modo indipendente l'una dall'altra. Alle 06:30 la nave venne evacuata da tutto il personale non essenziale, ma un'ora e mezzo più tardi anche gli ultimi uomini che tentavano di salvare l'unità dovettero abbandonarla; poco prima delle 08:00 lo scafo affondò nella posizione 13° 30' S, 171° 18' O, circa 50 miglia a nord-ovest dell'isola di Tutuila, ma tutto l'equipaggio della nave fu tratto in salvo.